# Contrefort (schoeisel)
Een contrefort is een onderdeel van een schoen. Andere benamingen zijn hakstuk en hielstuk.
Het is een versteviging aan de achterzijde van de schoen die de achtervoet ondersteunt en de hiel op zijn plaats houdt. Zeer duidelijk is een contrefort aanwezig in berg- en wandelschoenen en in veiligheidsschoeisel. 
Het woord komt van het Frans en betekent steunbeer. In deze betekenis wordt het eveneens in het Nederlands gebruikt.